# Tetralonia macroceps
Tetralonia macroceps is een vliesvleugelig insect uit de familie bijen en hommels (Apidae). De wetenschappelijke naam van de soort is voor het eerst geldig gepubliceerd in 2006 door Engel & Baker.